# Irena Beck
Irena Natalia Beck z domu Kurdzinowska (ur. 21 lipca 1924 w Łunińcu, zm. 6 marca 2022) – polska dziennikarka.

## Życiorys
W 1946 podjęła pracę jako dziennikarka w „Gazecie Lubelskiej”. Od 1947 kierowała działem wojewódzkim w „Dziennika Łódzkiego”, a następnie miejskiego w „Expressie Ilustrowany” i działu kulturalnego w „Głosie Robotniczym”. W latach 1954–1984 pracowała w Polskiej Agencji Prasowej jako zastępca kierownika oddziału łódzkiego.
Była skarbnikiem i sekretarzem łódzkiego oddziału Stowarzyszenia Dziennikarzy Polskich.

### Życie prywatne
Jej mężem był Leopold Beck (ur. 1905) – dziennikarz, z którym miała dwóch synów: Juliana i Andrzeja – także dziennikarzy. Pochowana została na cmentarzu komunalnym Doły w Łodzi (Kwatera: XIII, Rząd: 5, Grób: 3).

## Wyróżnienia
- Krzyż Kawalerski Orderu Odrodzenia Polski,
- Dyplom Honorowy Zarządu Głównego SDP za 30 lat pracy w dziennikarstwie (1976)[5]